# Xavier
Xavier (em castelhano: Javier; em basco: Xabier) é um município da Espanha na província e comunidade foral (autónoma) de Navarra. Tem 46,60 km² de área e em 2021 tinha 125 habitantes (densidade: 2,7 hab./km²).

## Demografia
| Variação demográfica do município entre 1991 e 2004 | Variação demográfica do município entre 1991 e 2004 | Variação demográfica do município entre 1991 e 2004 | Variação demográfica do município entre 1991 e 2004 |
| --------------------------------------------------- | --------------------------------------------------- | --------------------------------------------------- | --------------------------------------------------- |
| 1991                                                | 1996                                                | 2001                                                | 2004                                                |
| 158                                                 | 143                                                 | 113                                                 | 77                                                  |

## Personalidades
- São Francisco Xavier (1506—1552), religioso e missionário; fundador da Companhia de Jesus — festa a 3 de Dezembro.